# José Mansur
José Eduardo Mansur es un empresario mendocino que ejerció la presidencia del Club Deportivo Godoy Cruz Antonio Tomba entre 2013 y 2021.

## Presidencia
Desde 2001, acompañó a Mario Contreras —expresidente del "Tomba"— con el cargo de vicepresidente. A partir de ese lapso, Godoy Cruz Antonio Tomba se recupera de una crisis económica, salvando al Club de la quiebra, además de una recuperación futbolística, que lo salva del descenso. Tiempo después, el "Tomba" logra el ascenso a Primera División en 2006. En 2010, Godoy Cruz logra una histórica campaña que lo lleva a disputar la «Copa Libertadores 2011», siendo el primer Club de la región cuyana que lo hace. En marzo de 2013, por mayoría de socios fue proclamado presidente de la institución entre los períodos de 2013 - 2017.

### Fallecimiento de Santiago García
Múltiples aficionados del club y demás seguidores del fútbol lo vinculan por sus polémicas declaraciones, ser el principal causante de la muerte del futbolista uruguayo Santiago "Morro" García, que tomó la decisión de quitarse la vida el 6 de febrero de 2021. El jugador presentaba un cuadro depresivo.
| Predecesor: Mario Contreras | Presidente del Club Deportivo Godoy Cruz Antonio Tomba 2013 - 2021 | Sucesor: Alejandro Chapini |